# Guy Stéphan
Guy Stéphan (nascido em 17 de Outubro de 1956 em Ploumilliau, França) foi técnico do Caen e atualmente está na Seleção Francesa como assistente técnico de Didier Deschamps, também tendo trabalhado com Deschamps no Olympique de Marseille.
Venceu, com a seleção da França, a Copa do Mundo de 2018, e chegou a final da Eurocopa de 2016 e da Copa do Mundo de 2022.